# Sheila Dixon
Pour les articles homonymes, voir Dixon.
Sheila Dixon, née le 27 décembre 1953 à Baltimore, est une femme politique américaine, membre du Parti démocrate et maire de sa ville natale de 2007 à 2010.

## Biographie
Elle suit l'ensemble de ses études à Baltimore, où elle obtient un master à l'université Johns-Hopkins. Elle est la tante du basketteur américain Juan Dixon.
Présidente du Conseil de la ville depuis 1999, Dixon est appelée le 17 janvier 2007 à remplacer le maire de Baltimore Martin O'Malley, quand celui-ci devient gouverneur du Maryland, et à achever le mandat en cours. Le 6 novembre suivant, elle est largement élue pour un mandat de quatre ans. Elle est alors la seule femme afro-américaine à être maire d'une ville de plus de 600 000 habitants aux États-Unis. 
Résultats finaux officiels de son élection en tant que maire de Baltimore :
| Candidate        | Parti politique | Votes  | %      |
| ---------------- | --------------- | ------ | ------ |
| Sheila Dixon     | Démocrate       | 36 726 | 87,7 % |
| Elbert Henderson | Républicain     | 5 139  | 12,3 % |

Lors des élections primaires démocrates de 2008, elle prend position en faveur de Barack Obama.
En janvier 2009, elle est mise en accusation pour vol et détournement frauduleux. Jugée en novembre, elle est reconnue coupable. Elle démissionne de ses fonctions de maire le 4 février 2010.
En décembre 2012, Sheila Dixon, ayant satisfait à toutes les conditions de sa période de probation, son affaire est classée et en mars 2013, elle envisage un retour à la politique. Le 1er juillet 2015, elle décide de concourir à nouveau au poste de maire de Baltimore, mais elle est défaite à la primaire démocrate par Catherine Pugh. De nouveau candidate en 2020, elle est éliminée lors de la primaire démocrate, cette fois-ci par Brandon Scott (en), qui est élu maire.